# SUDOC

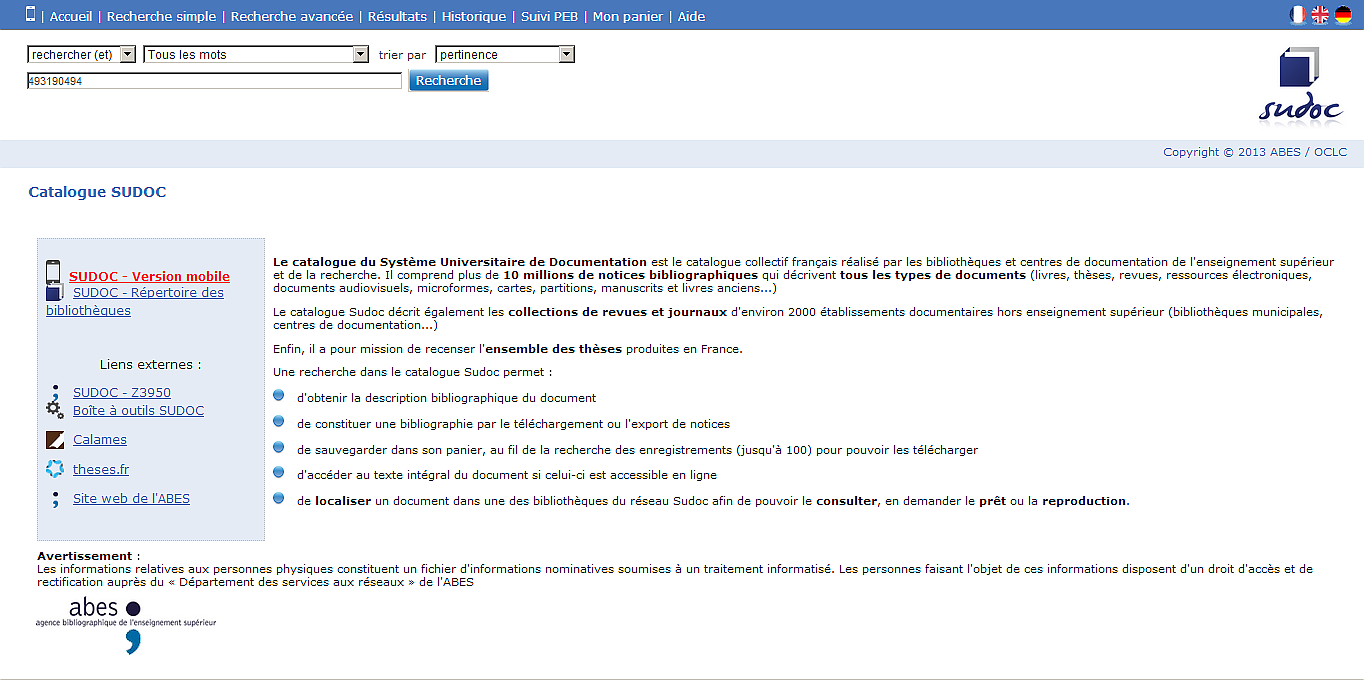
SUDOC 公式サイトのホーム画面

SUDOC (Système universitaire de documentation の略称、大学記録システム) はフランスのデータベースで、全国の大学や高等教育機関図書館が採用しそれぞれが収蔵する記録の識別と追跡、管理を行うために使われる。掲載件数は1300万件超（2019年7月現在）、学生や研究者に書誌情報とならび、3400ヵ所超の収蔵先の検索を提供する。管理者は高等教育書誌作成機関 (ABES)。

## 関連文献
- Pothier, Robert Joseph (1768). Traité des obligations, selon les règles tant du for de la conscience, que du for extérieur (Nouvelle édition). Chez Debure pere, Quai des Augustins, á l'Image S. Paul, Chez la Veuve Rouzeau-Montaut, Imp. du Roi, de la Ville, & de l'Université. 全2巻。
- Pothier, Robert Joseph (1777). Traités des contracts aleatoires, selon les regles tant du for de la conscience que du for extérieur (Nouvelle édition). Chez les Freres Debure, Libraires, Quai des Augustiins, Chez la Veuve Rouzeau-Montaut imprim. du roi, de l'Évêché, de la Ville & de l'université.
- Comte, Auguste ; Martineau, Harriet (1853). The positive philosophy of Auguste Comte. Trübner. 第1巻、第2巻。
- Andriot, John L. (1971). Guide to U.S. Government serials & periodicals (1971 ed). Documents Index. 第1巻–第4巻。
- 長谷川俊介、森山りや子 (1991年)「米国連邦政府の情報普及制度と最近の動向 (<特集> 灰色文献をめぐる今日の問題)」『情報の科学と技術』第41巻第12号。943-950頁。一般社団法人 情報科学技術協会。doi:10.18919/jkg.41.12_943、ISSN 0913-3801。
- Cook, Kevin L. ; Dubester, Henry J. (Henry Joachim) ; アメリカ議会図書館. Census Library Project (1996). Dubester's U.S. census bibliography with SuDocs class numbers and indexes. Libraries Unlimited.
- 森嶋厚行、北川博之 (1997年3月)「構造化文書とデータベースの統合利用 : 異種情報表現の相互変換メカニズムとその応用」『全国大会講演論文集』第54巻。197-198頁。
- バゼル山本登紀子 (1997年)「米国における市民の知る権利と図書館 (<特集>行政情報へのアクセス ; 情報公開法制定の動きのなかで)」『情報の科学と技術』第47巻第12号。一般社団法人 情報科学技術協会。658-663頁。doi:10.18919/jkg.47.12_658。ISSN 0913-3801。
- 薬師院はるみ (2011年)「日仏図書館情報学会編, フランス図書館の伝統と情報メディアの革新, 勉誠出版, 2011.4」『図書館界』第63巻第4号。338-339頁。日本図書館研究会。doi:10.20628/toshokankai.63.4_338。ISSN 0040-9669。